# رئيس جمهورية داغستان
رئيس جمهورية داغستان (الروسية: Президент Республики Дагестан) - هو المسؤول الأعلى في جمهورية داغستان، ويرأس السلطة التنفيذية لجمهورية داغستان.
على الرئيس الداغستاني حفظ الدستور الفدرالي (الروسي) ودستور وقوانين جمهورية داغستان، وكذلك مساواة بين القوميات وحفظ حقوق وحريات الإنسان والمواطن، والحفاظ على سلامة الوحدة الوطنية لجمهورية داغستان وروسيا الاتحادية. يمكن لأي مواطن روسي أن يرشح نفسه للمنصب الرئاسي، وفترة الرئاسة في داغستان أربع سنوات.
حتى نهاية عام 2012 م كان رئيس داغستان يعين من قبل الرئيس الروسي، إذ قام رئيس داغستان محمد سلام محمدوف بتعديل في الدستور الداغستاني لينص على أن المواطنين هم الذين يختارون رئيسهم بالانتخابات الحرة المباشرة.
في 28 يناير 2013 م قام رئيس الدولة بإقالة محمد سلام محمدوف من منصبه وبتعيين رمضان عبد اللطيفوف قائما بأعمال رئيس جمهورية داغستان حتى موعد الانتخابات القادمة.

## تاريخ
منذ انهيار الاتحاد السوفياتي، كان أعلى منصب في داغستان هو رئيس مجلس الدولة. وكان في هذا المنصب حتى عام 2006 محمد علي محمدوف. في عام 2003 تأسست وظيفة جديدة لأكبر مسؤول في داغستان لتحل محل رئيس مجلس الدولة وهي رئيس جمهورية داغستان والتي تمت الموافقة عليها في 10 يوليو 2003. ومع ذلك، فإن أول رئيس لداغستان موحو علييف لم يتول هذا المنصب إلا في عام 2006.
في فبراير/شباط 2010 ، عرض الرئيس الروسي دميتري ميدفيديف السيد محمد سلام محمدوف على الجمعية الوطنية في جمهورية داغستان لترشيحه ولمنحه سلطة الرئاسية في جمهورية داغستان. في10 فبراير 2010 وافق عليه أعضاء برلمان الداغستاني رئيسا للجمهورية، ليصبح بذلك ثاني رئيس لجمهورية داغستان.

## مراسم التنصيب
يبدأ الرئيس المنتخب في داغستان بعمله في اليوم الثلاثين بعد الانتخابات، بأداء اليمين التالي أمام الشعب الداغستاني:
"أقسم أن أخدم بإخلاص للشعب الداغستاني المتعدد القوميات، أن ألتزم دستور وقوانين روسيا الاتحادية وأن ألتزم دستور وقوانين جمهورية داغستان، وأن أحترم وأحافظ على حقوق وحريات الإنسان والمواطن وأن أحافظ على وحدة وسلامة أراضي جمهورية داغستان، وأن أقوم بصدق وأمانة بواجبات رئيس داغستان ".
يؤدي رئيس داغستان اليمين الدستوري أمام مجلس الشعب الداغستاني بوجود قضاة المحكمة الدستورية لجمهورية داغستان. يقسم الرئيس الداغستاني على الدستور الداغستاني، وبعد أداء اليمين يتم أداء النشيد الوطني لجمهورية داغستان.

## قائمة رؤساء داغستان
| رقم | رئيس               | صورة | عدد الفترة الرئاسية | فترة الرئاسة   | فترة الرئاسة                                                                 | الحزب                 |
| --- | ------------------ | ---- | ------------------- | -------------- | ---------------------------------------------------------------------------- | --------------------- |
| 1   | موحو علييف         |      | 1                   | 20 فبراير 2006 | 20 فبراير 2010                                                               | ح.ش.س.; روسيا الموحدة |
| 2   | محمد سلام محمدوف   |      | 1                   | 20 فبراير 2010 | (تمت الإقالة قبل انتهاء الفترة بموجب مرسوم رئاسي روسي رقم 44, 28 يناير 2013) | روسيا الموحدة         |
| 3   | رمضان عبد اللطيفوف |      | 1                   | 28 يناير 2013  | 3 أكتوبر 2017                                                                | روسيا الموحدة         |
| 4   | فلاديمير فاسيلييف  |      | 1                   | 3 أكتوبر 2017  | 5 أكتوبر 2020                                                                | روسيا الموحدة         |
| 5   | سيرغي ميلكوف       |      | 1                   | 5 اكتوبر 2020  | الى الان                                                                     | روسيا الموحدة         |